# Cradle of Fear
Cradle of Fear es un largometraje de horror dirigido por Alex Chandon. Cuenta con las actuaciones, entre otros, de Dani Filth (Vocalista de Cradle of Filth), Gyan (Exguitarrista de Cradle Of Filth) y la scream queen Eileen Daly. Es considerado un homenaje al film de culto Asylum de Amicus Productions.

## Argumento
El detective Neilson (Edmund Dehn) investiga unos crímenes, al parecer cometidos por Kemper (David McEwen), un caníbal hipnotista al que capturó años atrás. Todo esto mientras se narran cuatro historias diferentes en las que siempre está involucrado el hijo de Kemper, llamado "El Hombre" (Dani Filth).